# Episcopalis communio
Episcopalis communio (česky Biskupské společenství) je apoštolská konstituce, kterou papež František vyhlásil 15. září 2018, na v den památky Panny Marie Bolestné, ale v platnost vstoupila 18. září téhož roku, v den svého zveřejnění. Uzákonila novou úpravu přípravy a průběhu plenárních shromáždění biskupské synody. Bere na vědomí různé instituce využívané během předchozí biskupské synody a definuje, že její závěrečný dokument „se podílí na řádném magisteriu“.

## Pozadí a zveřejnění
Viz též: Teologie papeže Františka
Dokument Episcopalis communio je prezentován jako logické naplnění apoštolské exhortace Evangelii gaudium, Františkova programového listu pro jeho pontifikát, kde František vyjádřil záměr „hluboce přetvořit všechny církevní struktury, aby se staly více misijními“. Biskupská synoda musí být prostředkem kolegiality a „vždy se musí stále více stávat adekvátním kanálem pro evangelizaci současného světa více než pro sebezáchovu.“ František již dříve uspořádal synody o rodině (2014, 2015) a o mládeži (2018) a po regionální synodě o panamském regionu (2019) promulgoval Episcopalis communio. Někteří analytici předpokládají, že největším úspěchem Františkova pontifikátu může být vytvoření synodálnější katolické církve, kde synody slouží jako platforma pro otevřenou a energickou diskusi.
Episcopalis communio podepsal papež František 15. září a o tři dny později bylo promulgováno. Podle kardinála Lorenza Baldisseriho toto datum připomíná ustavení biskupské synody v roce 1965 papežem Pavlem VI.

## Obsah
- Preambule
- I. Shromáždění synody
- II. Přípravná fáze synodního shromáždění
- III. Slavnostní fáze synodního shromáždění
- IV. Realizační fáze synodního shromáždění
- V. Generální sekretariát synody
- Závěrečná ustanovení

### Charakteristika
Jak při představení papežského dekretu zdůraznil generální sekretář kardinál Lorenzo Baldisseri, papeži Františkovi od počátku jeho pontifikátu záleží na tom, aby synody biskupů v Římě byly „méně statické“ a více"„dynamické“. Již při příležitosti padesátého výročí synody založené papežem Pavlem VI. se František v roce 2015 přimlouval za propojení synody s místními církvemi. Konstituce nahrazuje Motu proprio Apostolica sollicitudo papeže Pavla VI. z roku 1965 i doplňující ustanovení Benedikta XVI. z roku 2006. Podle tajemníka synodní rady Fabia Fabeneho je jednou z hlavních charakteristik synod za Františka „co nejvíce naslouchat realitě a lidem“, zejména pořádáním předběžných šetření. Nová konstituce počítá s tím, že laici budou moci zasílat své příspěvky přímo generálnímu sekretáři synody. Dokument také upřesňuje práci, která musí být vykonána po skončení synody, a počítá s možností uspořádat předsynodální setkání jako v případě biskupské synody o mladých lidech, víře a rozlišování povolání.
Konstituce uvádí, že „pravidelné konzultace o tématu synody se nyní budou konat ve všech místních církvích na světě“ před každým shromážděním biskupů. Kromě biskupů mají mít nyní možnost vyjádřit se k tématu také kněží, řeholníci a laici jmenovaní papežem s hlasovacím právem. Před všeobecnými shromážděními se mají konat předsynodální shromáždění, aby se shromáždění biskupů mohla více orientovat na život místních církví. Výsledky konzultací a předsynodálních shromáždění mají být začleněny do synody biskupů jako pracovní dokumenty. Kromě tří klasických synodálních shromáždění lze nyní synodu svolat a konat i jinými způsoby a ke konkrétním otázkám.
Stejný postup se v zásadě použije i na výsledky vypracované na shromáždění biskupů. Následná opatření najdou svůj závěr v postsynodálním závěrečném dokumentu, který připravuje samostatná komise. Tuto komisi volí účastníci synody a papež ji může doplnit svými členy. Postsynodální dokument musí být schválen většinou členů a předán papeži, který rozhodne, zda bude zveřejněn, či nikoli. 
Konstituce uvádí, že „pokud římský papež udělil synodnímu shromáždění poradní pravomoc, [...] závěrečný dokument se účastní řádného magisteria Petrova nástupce, jakmile jím byl ratifikován a promulgován“.